# Katō Yoshiaki
Katō Yoshiaki (加藤嘉明?   1563 - 1631) fue un samurái japonés al servicio de Toyotomi Hideyoshi durante el período Sengoku de la historia de Japón.
Yoshiaki tuvo una distinguida participación durante la batalla de Shizugatake por lo que fue considerado como una de las Siete Lanzas de Shizugatake. Participó también al mando la flota de Hideyoshi durante sus invasiones a Corea así como sus campañas en Kyūshū.
Después de la muerte de Hideyoshi, peleó al lado de Tokugawa Ieyasu en la Batalla de Sekigahara, después de la cual Tokugawa dobló su han de 100,000 a 200,000 koku.